# Julio Cobos
Julio Cobos, celým jménem Julio César Cleto Cobos, (* 30. dubna 1953 v Godoy Cruz, Mendoza, Argentina) je argentinský politik, bývalý viceprezident Argentiny (v úřadě 2007–2011) a guvernér provincie Mendoza (v úřadě 2003–2007).

## Politická kariéra
V letech 2007 až 2011 byl 34. viceprezidentem Argentiny. Byl zvolen společně s prezidentkou Cristinou Fernández. Mezi roky 2003 až 2007 vykonával úřad guvernéra provincie Mendoza. Cobos patřil ke členům Radikální občanské unie (Unión Cívica Radical), ale v roce 2007 byl ze strany vyloučen v důsledku své kandidatury na viceprezidenta společně s Cristinou Fernándezovou, kandidátkou justicialistické Fronty za vítězství.
V 2008 nepodpořil kontroverzní zákon o zvýšení daňové zátěže na export, který navrhovala jeho vláda., což vedlo k roztržce mezi ním a prezidentkou C. Fernándezovou. V roce 2008 Cobos založil novou politickou stranu Federální konsensus (Consenso Federal, ConFe), která nahradila Concetración Plural, za kterou byl Cobos kandidátem do úřadu. V roce 2010 rozhodla Radikální občanská strana o Cobosově návratu do strany. V roce 2011 Cobos zvažoval kandidaturu na prezidenta, ale strana podpořila Ricarda Alfonsína. V úřadě viceprezidenta ho 10. prosince 2011 nahradil Amado Boudou.